# Althepus bako
Althepus bako là một loài nhện trong họ Ochyroceratidae. Loài này phân bố ở Borneo.